# Скольжение (авиация)

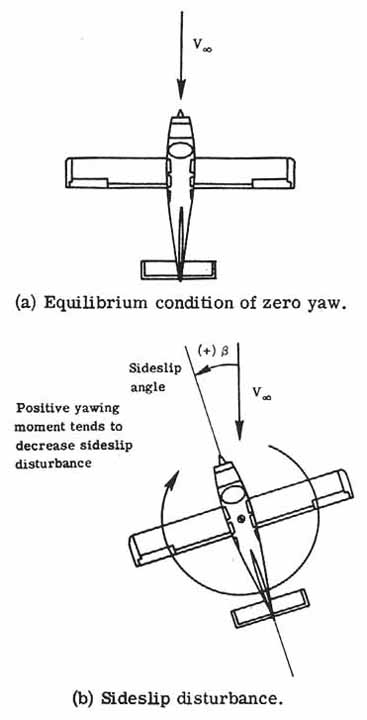
a) Полёт без скольжения
b) Полёт с положительным углом скольжения

Скольже́ние в авиации — движение летательного аппарата (ЛА) относительно воздуха, при котором встречный поток воздуха набегает на самолёт не строго спереди, а сбоку, под углом к плоскости его симметрии.
В нормальных условиях поток воздуха набегает строго спереди, параллельно плоскости симметрии самолёта.
Углом скольжения называется угол в горизонтальной плоскости ЛА между плоскостью симметрии самолёта и направлением набегающего потока воздуха. Обозначается греческой буквой β.
Угол скольжения является аналогом угла атаки. Угол скольжения — это угол между ЛА и направлением набегающего потока в горизонтальной плоскости; угол атаки — это угол между ЛА и направлением набегающего потока в вертикальной плоскости.
Скольжение возникает при выполнении различных фигур пилотажа, а также при возникновении боковых ветровых возмущений. Постоянный боковой ветер не вызывает скольжения самолёта (не путать с углом сноса).
На самолётах с верхним вертикальным оперением (килем) скольжение способствует поперечной устойчивости.
На вертолётах скольжение может присутствовать постоянно.
Скольжение может использоваться как манёвр в воздушном бою.